# Lady Kaña
Comedia de situación producida por Multipark y Tiburón TV, consistente en una sucesión de gags y sketches. Se emitió en diferentes televisiones autonómicas españolas durante 2004. 

## Argumento
Lady Kaña es una mujer joven caprichosa, antojadiza y llena de contradicciones, que cuenta sus venturas y desventuras en una sucesión de sketches, todo ello narrado en clave de humor.

## Episodios
La serie consta de 24 episodios, siendo cancelada su emisión antes de emitirse los 17 primeros.

## Reparto
- Patricia Conde como ella misma o Lady Kaña.
- Arturo Valls (personaje episódico).
- Ivonne Reyes (personaje episódico).

## Audiencias
La serie consiguió un share del 14.3% de media durante la primera etapa de su emisión en TeleMadrid., si bien a partir del tercer mes cayó a menos del 10% y la serie fue finalmente cancelada a finales de abril de 2004, 3 meses después de su estreno.